# Micropterix anglica
Micropterix anglica là một extinct loài bướm đêm thuộc họ Micropterigidae. Nó được Jarzembowski miêu tả năm 1980.
Fossil remains, dated to the Oligocene, have been có ở the Isle of Wight. The single known specimen consists of the greater part of a forewing, original length estimated at khoảng 4 mm. The veins are mostly dark brown with intervening membrane light brown.